# Croton megalocarpoides
Espèce
Statut de conservation UICN

 NT  : Quasi menacé
Croton megalocarpoides est une espèce de plantes à fleurs du genre Croton et de la famille Euphorbiaceae présente dans le sud de la Somalie, l'est du Kenya, en Tanzanie, au Mozambique (Evati).